# Бугуджате
Бугуджа̀те (на италиански: Buguggiate; на ломбардски: Bügüggiàa, Бюгюджаа) е малко градче и община в Северна Италия, провинция Варезе, регион Ломбардия. Разположено е на 306 m надморска височина. Населението на общината е 3072 души (към 2017 г.).